# Faramea suaveolens
Faramea suaveolens är en måreväxtart som beskrevs av Edmond Placide Duchassaing de Fontbressin och August Heinrich Rudolf Grisebach. Faramea suaveolens ingår i släktet Faramea och familjen måreväxter.
Artens utbredningsområde är Panamá. Inga underarter finns listade i Catalogue of Life.